# 吉哆火鍋百匯
吉哆火鍋百匯（亦稱吉哆火鍋；英文：Gi Do Hot pot），為錢都餐飲集團的連鎖餐廳品牌，於2020年創立，開在新北市板橋區。

## 歷史
- 2020年12月30日，正式在新北市板橋區文化路二段開幕[1][2]。
- 2021年10月16日，全新推出泰國美食節[3]。
- 2021年11月23日，最新邀請新創泰式餐廳味泰國際餐飲股份有限公司旗下「這味泰泰」推出鎮店料理之一「泰式紅咖哩」共同合作[4]。

## 外部連結
- 吉哆火鍋百匯的Facebook專頁
- 吉哆火鍋百匯的Instagram帳戶